# Bitwa pod Skieblewem
Bitwa pod Skieblewem – bitwa stoczona 25 września 1863 roku pod Skieblewem pomiędzy oddziałem dowodzonym przez Wiktora Augustowskiego a wojskami rosyjskimi w czasie powstania styczniowego.
3 września 1863 roku oddział Józefa Ramotowskiego, operujący w środkowej części guberni augustowskiej, poniósł klęskę pod Strzelcowizną. Sam Józef Ramotowski przedostał się do Prus Wschodnich, nakazując ocalałym przyłączenie się do innych partii powstańczych. Resztki rozbitego oddziału zebrał Wiktor Augustowski, pochodzący z majątku Lipsk Murowany.
25 września oddział Augustowskiego został pobity przez Rosjan pod Skieblewem. Wojska rosyjskie, dowodzone przez podpułkownika Sztewena, liczyły 2 i pół roty piechoty oraz sotnię kozaków, zaś powstańcze – ok. 150 ludzi, z których zginęło 14. Wiktor Augustowski dostał się do niewoli, zaś następnego dnia aresztowani zostali stojący na czele lokalnych władz powstańczych Jan Fryderycy, Henryk Monikowski i Józef Jankowski. Było to wynikiem zeznań ujętych powstańców oraz działań wywiadowczych Rosjan. Jesienią w Puszczy Augustowskiej pozostały tylko niewielkie grupy żołnierzy, które przedostały się na zimę do Prus z zamiarem podjęcia na nowo działań wojennych w 1864. Do większych starć na tych terenach już jednak nie doszło.
W miejscu mogił powstańczych znajduje się pomnik w postaci głazu na betonowej podstawie z krzyżem, ufundowany przez Towarzystwo Przyjaciół Lipska.